# Ludwig Schmidseder
Ludwig Schmidseder   (Passau, 24 d'agost de 1904 - Múnic, 21 de juny de 1971) va ser un compositor i pianista alemany. Diverses de les seves composicions de Schlager segueixen sent melodies populars avui en dia.

## Biografia
El jove Schmidseder va seguir els desitjos del seu pare i es va formar com a banquer, mentre feia classes de piano en secret. Va continuar la seva educació musical al Conservatori de Múnic, després va marxar a Sud-amèrica el 1926, acabant a Rio de Janeiro. Començant com a rentaplats, es va convertir en un animador i va actuar en un trio en creuers oceànics. Schmidseder va compondre música per al trio, i es va convertir en un virtuós pianista.
A partir de 1930 va treballar a Berlín, component música cinematogràfica, creant operetes i escrivint més de 500 cançons, algunes de les quals es van convertir en èxits molt estimats. Va passar de ser pianista de bar (fins a 1936) a ser el compositor de la casa a l'antic "Berlin Metropol-Theatre". La seva opereta Die Oder Keine (That One or No One) es va representar més de 600 vegades.
Schmidseder es va unir a la NSDAP l'1 de maig de 1933.
Després de la Segona Guerra Mundial, Schmidseder va continuar component música cinematogràfica i apareixent en pel·lícules. El cuiner corpulent més tard es faria famós com a cuiner de televisió i produiria un llibre de receptes.

## Obres seleccionades
Operetes
1938 - Melodie der Nacht (Melodia de la Nit)
1939 - Die oder keine (estrenada el 20 de març de 1939, al Teatre Metropol de Berlín)
1940 - Frauen im Metropol (estrenada el 27 de setembre de 1940, al Teatre Metropol de Berlín)
1944 – Linzer Torte (estrenada el 26 de maig de 1944 al Landestheater Linz)
1949 - Abschiedswalzer (estrenada el 8 de setembre de 1949, a Viena; llibret de Hubert Marischka i Rudolf Österreicher)
Schlager
- Gitarren spielt auf (1934, text de Ralph Maria Siegel) (Strike Up Guitars)
- Ich trink den Wein nicht gern allein (Prefereixo no beure vi sol)
- I hab die schönen Maderln net erfunden (1938, text de Theo Prosel) (I Did Not Invent Pretty Girls)
- Komm doch en meine Arme (Vine als meus braços)
- Ein kleines weißes Haus (Una petita casa blanca)
- Tango Marina

Pel·lícules
- The Country Schoolmaster (1933)
- Dream of the Rhine (1933)
- Left of the Isar, Right of the Spree (1940)
- A Salzburg Comedy (1943)
- The War of the Oxen (1943)
- Friday the Thirteenth (1949)
- No'Sin on the Alpine Pastures (1950)
- The Lady in Black (1951)